# II-17
De II-17 is een nationale weg van de tweede klasse in Bulgarije. De weg loopt van Botevgrad naar de autosnelweg A2. De II-17 is 7 kilometer lang.